# Gumillea auriculata
Gumillea auriculata är en bittervedsväxtart som beskrevs av Ruiz & Pav.. Gumillea auriculata ingår i släktet Gumillea och familjen bittervedsväxter. Inga underarter finns listade i Catalogue of Life.